# Charles Rabot

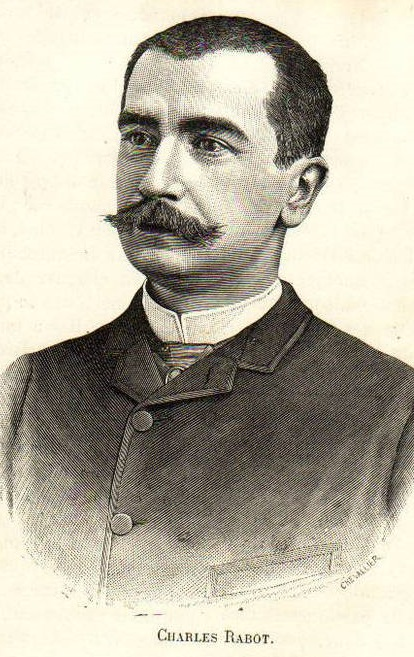
Charles Rabot
(Stich von Paul Gavarni 1891)

Charles Rabot (* 26. Juni 1856 in Nevers; † 1. Februar 1944 in Martigné-Ferchaud) war ein französischer Geograph, Glaziologe, Reisender, Journalist, Lehrer, Übersetzer, Bergsteiger und Forscher. Er war 1883 der Erste, der den Kebnekaise, mit 2.097 Metern höchster Berg Schwedens, bestieg.
Rabot leitete 1882 seine erste Expedition nach Spitzbergen mit dem Schiff Petit Paris. Zehn Jahre später, fuhr er mit dem Schiff La Mancha zu einer Kartierungsmission und zeichnete die Karte des Gletschers Svartisen neu. Er überquerte Spitzbergen von Westen nach Osten und untersuchte Prins Karls Forland, eine auffällig langgestreckte Insel an der Westküste des heute zu Norwegen gehörenden Svalbard-Archipels im Arktischen Ozean.
Als passionierter Ethnograph studierte Rabot die arktischen Bewohner vom Osten und Westen des Urals: die Tschuwaschen, die Mari, die Komi sprechenden Permjaken und Syrjänen, die Chanten (Ostiaks) und die Samojedischen Völker. Er schrieb viele Artikel und Bücher über Arktis-Expeditionen und übersetzte wissenschaftliche Werke ins Französische.
Nach Rabot wurde die französische Forschungsstation in Ny-Ålesund benannt, ebenso eine Art von Plankton aus den Gewässern vor Spitzbergen (Eurytemora raboti). Auch ein norwegischer und ein schwedischer Gletscher sowie ein Gletscher im Ross-Nebengebiet tragen seinen Namen. Die Rabot-Insel wurde im Jahre 1903 durch Jean-Baptiste Charcot, den Leiter der französischen Antarktisexpedition, nach ihm benannt.